# Alexandre Martínez
Alexandre Ruben Martínez Gutiérrez (4 marzo 1987) è un ex calciatore andorrano, di ruolo difensore.